# Nippoptilia
Nippoptilia là một chi bướm đêm thuộc họ Pterophoridae.

## Các loài
- Nippoptilia cinctipedalis (Walker, 1864)
- Nippoptilia distigmata S. Kim & B.K. Byun, 2010
- Nippoptilia issikii Yano, 1961
- Nippoptilia philippensis Gielis, 2003
- Nippoptilia pullum Gielis & de Vos, 2006
- Nippoptilia rutteni Gielis, 2003
- Nippoptilia spinosa Yano, 1963
- Nippoptilia vitis (Sasaki, 1913)